# 1844 az irodalomban
Az 1844. év az irodalomban.

## Megjelent új művek
- Honoré de Balzac: Kurtizánok tündöklése és nyomorúsága (Splendeurs et misères des courtisanes). 1844-ben megjelenik a regény (mai változatának) első két része; a harmadik rész 1846 júliusában (Une instruction criminelle), a negyedik rész (La Dernière incarnation de Vautrin) egy folyóirat 1847. április-májusi számában
- Alexandre Dumas regényei:
  - A három testőr (Les Trois Mousquetaires); folytatásokban, márciustól júliusig
  - Monte Cristo grófja (Le Comte de Monte-Cristo); folytatásokban: I–II. rész – 1844. augusztus végétől 1844. november végéig; III. rész – 1845. júniustól 1846. január közepéig
- Charles Dickens regényei:
  - Martin Chuzzlewit (folytatásos megjelenése után könyv alakban is kiadják)
  - Harangszó (The Chimes)
- Eugène Sue regénye: Le juif errant (A bolygó zsidó) 1844–1845, tíz kötet
- William Makepeace Thackeray regénye: Nemes Barry Lyndon úr emlékiratai (The Luck of Barry Lyndon, későbbi kiadásban: The Memoirs of Barry Lyndon, Esq.)

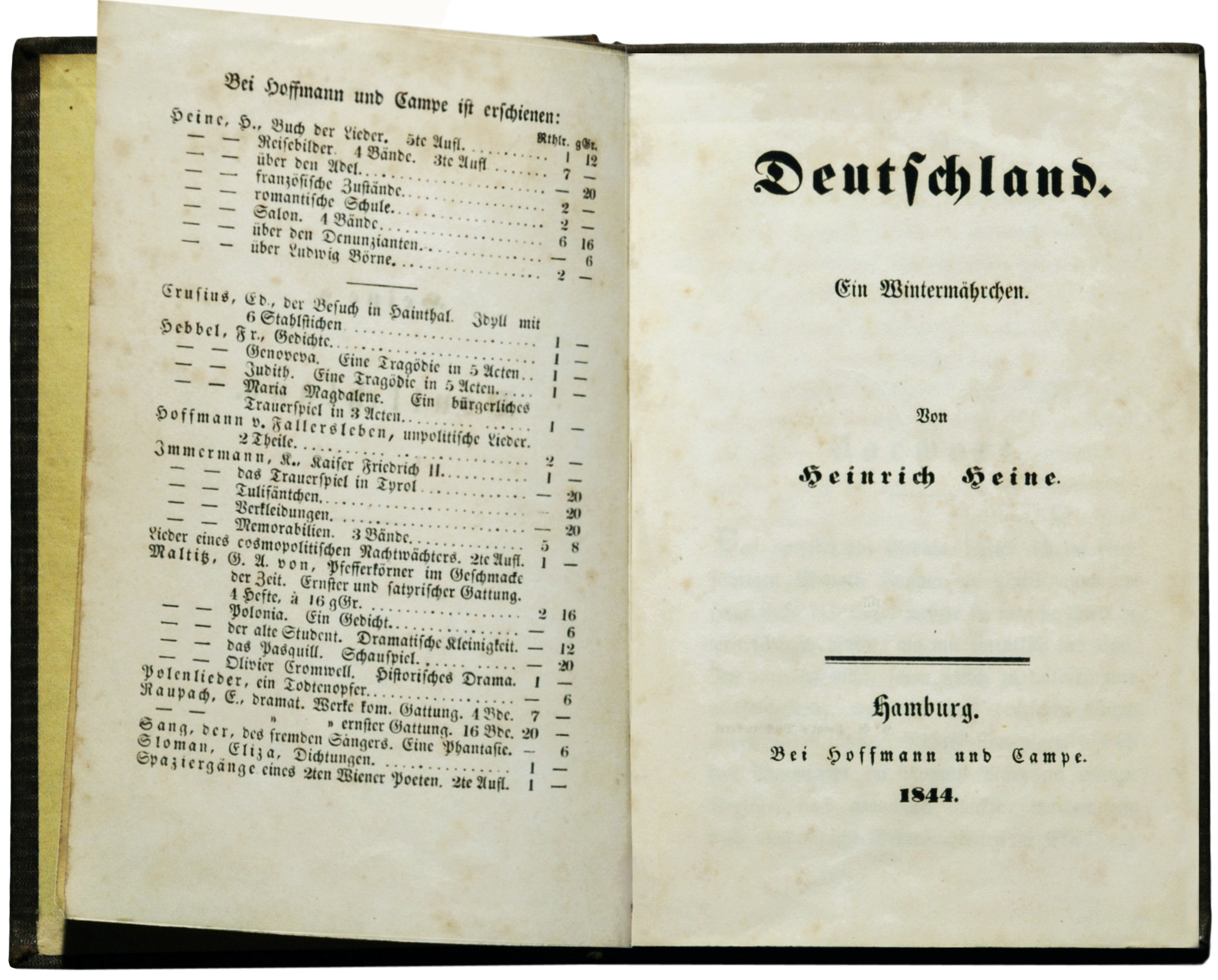
Heine: Németország. Téli rege

### Költészet
- Heinrich Heine verseskötete: Neue Gedichte (Új versek)
  - szatirikus elbeszélő költeménye: Deutschland. Ein Wintermärchen (Németország. Téli rege). A cím Shakespeare Winter's Tale – németül: Das Wintermärchen, azaz Téli rege – című darabját idézi.
- Henrik Wergeland norvég költő, drámaíró elbeszélő költeménye: Den Engelske Lods (Az angol révkalauz)[1]

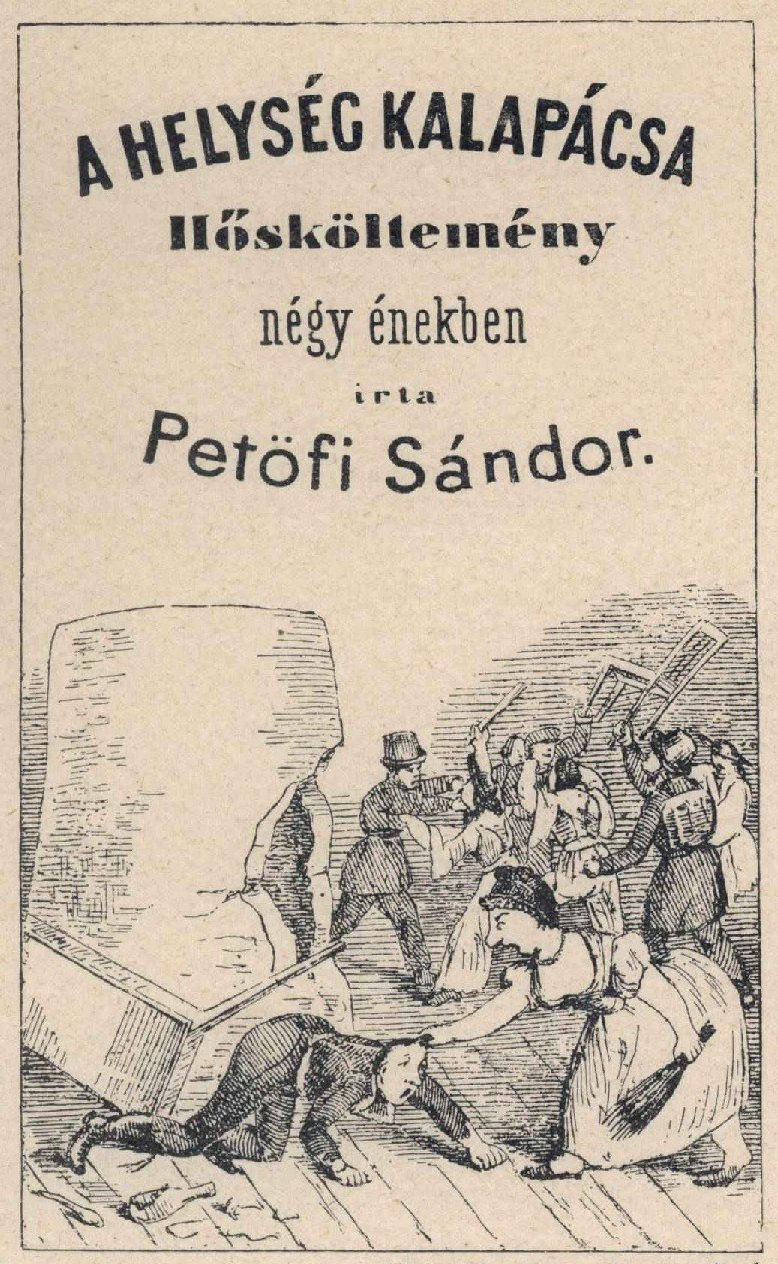
A helység kalapácsa (1844)

### Dráma
- Megjelenik Friedrich Hebbel egy évvel korábban írt tragédiája, a Maria Magdalena (Mária Magdolna). Először 1846-ban kerül színre
- Émile Augier francia szerző első vígjátéka, a La ciguë bemutatója
- Megjelenik José Zorrilla spanyol drámaíró vallásos-fantasztikus drámája: Don Juan Tenorio
- Megjelenik a portugál Almeida Garrett romantikus sorstragédiája, a Frei Luís de Sousa (Luís de Sousa testvér), „a portugál színház büszkesége.”[2]

### Magyar nyelven
- Petőfi Sándor:

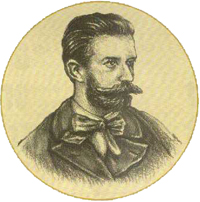
Arany László

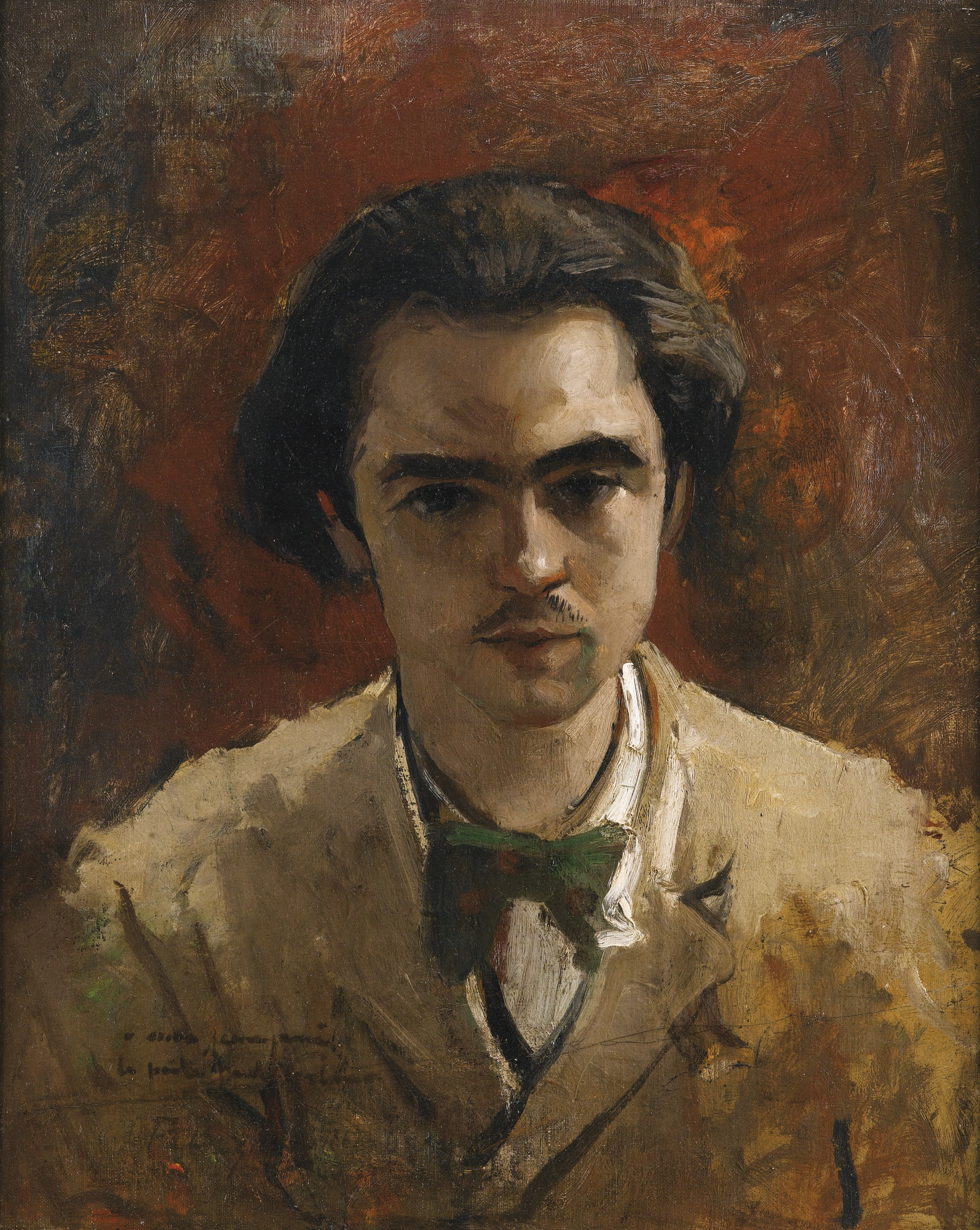
Paul Verlaine

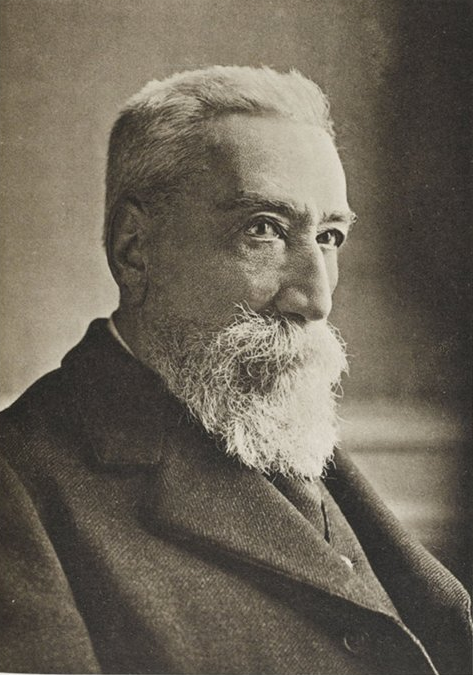
Anatole France

  - A helység kalapácsa, komikus eposz. Önállóan ez a műve jelenik meg először nyomtatásban, október végén
  - Versek (1842–1844). Két héttel A helység kalapácsa után, november 10-én jelenik meg
- Nagy Ignác túlzóan romantikus regénye: Magyar titkok (1844–1845, tizenkét füzet)
- Czakó Zsigmond színdarabja: Kalmár és tengerész, bemutató; első kiadása: Pest, 1845.
- Eötvös József legjobb színdarabja: Éljen az egyenlőség. Vígjáték négy felvonásban. Aradi Vészlapok. Pest, 1844. (A darabot 1844-ben a Nemzeti Színház sikerrel játszotta)
- Szigligeti Ede: A szökött katona, színmű dalokkal, tánccal. Ezzel létrejön az új műfaj, a népszínmű. Szigligeti a továbbiakban évente több színművel is jelentkezik, ő lesz a legnépszerűbb hazai színpadi szerző

## Születések
- március 24. – Arany László költő, népmesegyűjtő, műfordító; Arany János fia († 1898)
- március 30. – Paul Verlaine francia parnasszista és szimbolista költő († 1896)
- április 16. – Anatole France Nobel-díjas francia író, kritikus († 1924)
- április 25. – Lehr Albert műfordító, költő, irodalomtörténész († 1924)
- július 28. – Gerard Manley Hopkins angol költő († 1889)
- október 15. – Friedrich Nietzsche német klasszika-filológus, filozófus, költő († 1900)

## Halálozások
- január 27. – Charles Nodier francia romantikus író, könyvtáros, lexikográfus (* 1780)
- július 11. – Jevgenyij Baratinszkij orosz lírikus, műfordító, a Puskin előtti orosz irodalom egyik legnagyobb költője (* 1800)
- október 28. – Kisfaludy Sándor magyar költő, drámaíró (* 1772)
- november 21. – Ivan Andrejevics Krilov, főként verses állatmeséiről nevezetes orosz költő, író (* 1769)
- 1844 – Muhamet Çami albán költő, a muzulmán tradíciójú bejtedzsi irodalom jelentős alakja (* 1784)